# Poor Little Rich Girl (1936)
Poor Little Rich Girl is een film uit 1936 onder regie van Irving Cummings.

## Verhaal
Barbara's eerste schooldag is nabij na lang wachten. Wanneer haar oppas haar naar school brengt, krijgt ze een ongeluk en staat Barbara er alleen voor. Ze wordt al snel opgepikt door een stel rondreizende artiesten.

## Rolverdeling
| Acteur         | Personage      |
| -------------- | -------------- |
| Shirley Temple | Barbara Barry  |
| Gloria Stuart  | Margaret Allen |
| Alice Faye     | Jerry Dolan    |
| Jack Haley     | Jimmy Dolan    |
| Michael Whalen | Richard Barry  |
| Sara Haden     | Collins        |